# Antoine Omer Talon
Pour les articles homonymes, voir Talon.
Antoine Omer Talon, marquis du Boullay et de Tremblay-le-Vicomte, né le 20 janvier 1760 à Paris, mort le 18 août 1811 à Gretz (Seine-et-Marne), est un magistrat et homme politique français, député de la Noblesse aux États généraux de 1789. Il est également un contre-révolutionnaire français, défenseur de Louis XVI et du parti royaliste. Il contribue notamment à mettre sur pied au palais des Tuileries, en 1791 et 1792, un réseau de distribution de pots-de-vin aux révolutionnaires les plus influents.

## Biographie

### L'Ancien Régime

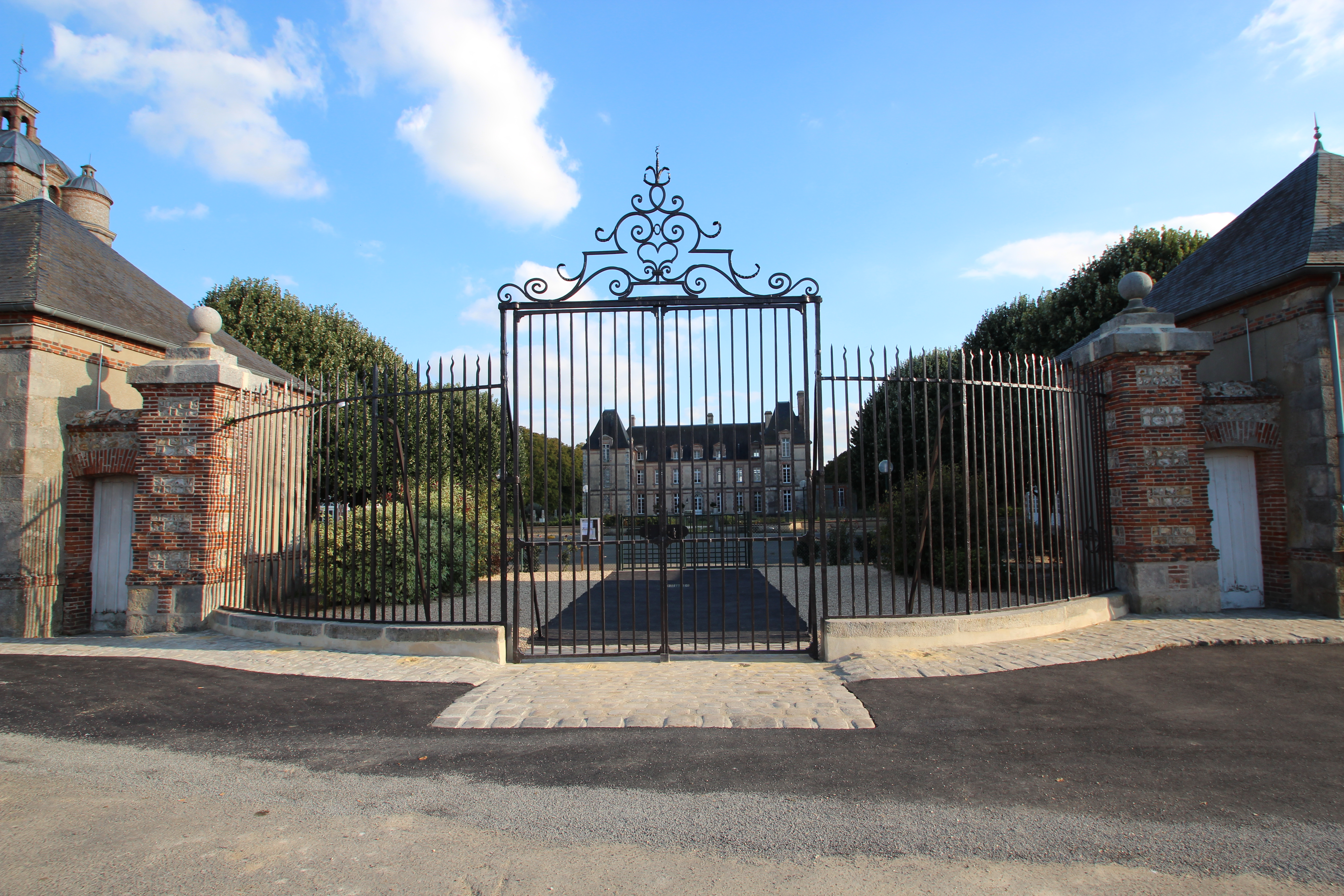
Le château du Boullay-Thierry.

Né à Paris le 20 janvier 1760, Antoine Omer Talon, fils aîné de Jean-Baptiste Talon, seigneur du Boullay-Thierry, receveur des finances au Châtelet de Paris, et de Marie-Charlotte Radix, sœur de Maximilien Radix de Sainte-Foix, était issu d'une riche et ancienne famille de parlementaires (cf. Omer Talon au XVIIe siècle). Anobli par sa charge, il portait le titre de marquis du Boullay et de Tremblay-le-Vicomte, terres proches de Dreux, dont il avait hérité.
Le 2 août 1780, il épousa à Paris Jeanne-Agnès-Gabrielle, comtesse de Pestre, baptisée à Bruxelles (Saint-Jacques sur Coudenbergh) le 22 janvier 1763, fille de Julien-Ghislain Depestre, un richissime négociant, d'une famille anoblie en 1744 et originaire des Pays-Bas autrichiens. Sa femme lui donna deux enfants : Denis-Mathieu-Claire, né le 20 novembre 1783 à Paris, et Zoé-Victoire, née le 2 août 1785 au Boullay-Thierry.
Avocat du roi (29 juillet 1777), conseiller au Parlement de Paris (1er juillet 1781), reçu le 21 décembre en la 2e chambre des enquêtes, où il avait pour collègue Huguet de Sémonville, puis lieutenant civil au Châtelet (1789), il fut chargé, en octobre 1789, de l'instruction des procès contre les émeutiers ayant participé aux Journées des 5 et 6 octobre 1789 et de celui de Thomas de Mahy de Favras, qu'il convainquit de ne pas dénoncer ses complices pour échapper à sa peine. Il abandonna sa charge le 30 juin 1790, quatre jours après avoir rendu compte à l'Assemblée nationale des procédures du Châtelet.
Élu le 21 mars 1789 député suppléant de la noblesse par le bailliage de Chartres aux États généraux par 71 voix sur 139 votants, il siégea à l'Assemblée constituante, le 16 décembre 1789 en remplacement de Charles-Philippe-Simon de Montboissier-Beaufort-Canillac, démissionnaire. Fidèle soutien d'une monarchie constitutionnelle, il était proche de son oncle maternel, Maximilien Radix de Sainte-Foix qui l'associa à ses projets.

### Le comité secret des Tuileries
Pour ce qui le concernait particulièrement, il avait un agent principal, Pierre Benoist d'Angers, avocat et diplomate qui épousa la célèbre peintre Marie-Guillemine Delaville-Leroulx, fille de Delaville-Leroulx, le dernier ministre de Louis XVI, et fit par la suite une brillante carrière administrative. Mais le réseau de Talon et de Radix de Sainte-Foix avait des ramifications étendues. Leur parentèle d'abord: l'avocat au Parlement Huguet de Sémonville, partie prenante dans leurs projets avec son collègue et ami Hugues-Bernard Maret, le futur duc de Bassano, M. et Mme Descorches de Sainte-Croix, née Marie-Victoire Talon, sa seconde sœur, et, par le biais de sa femme, née Jeanne-Agnès-Gabrielle de Pestre, les familles de Hyacinthe de Pestre de Séneffe, d'Édouard de Walckiers, Mme de Boullongne, l'ambassadeur Chauvelin, etc.
Cette coalition tentaculaire d'intérêts politiques et financiers se mit, dès l'affaire de Varennes, au service des Tuileries, notamment après que Louis XVI eût validé la constitution monarchique (septembre 1791). Pour maintenir ou défendre les prérogatives de la cour face aux assauts des clubs et d'une partie de l'Assemblée qui œuvrait en vue de l'instauration d'une République en France, le réseau de Maximilien Radix de Sainte-Foix et de Talon, de concert avec les ministres de Louis XVI (Montmorin, Valdec de Lessart, Bertrand de Molleville notamment), mit sur pied cette ambitieuse (et assez chimérique) entreprise de noyautage des clubs et de l'assemblée en corrompant leurs meneurs influents ou populaires.
Ils s'entendirent avec tout l'entourage de Louis XVI, ses conseillers, tels que Thierry de Ville d'Avray et le duc de Brissac, sur des financiers (Tourteau de Septeuil, Arnault de Laporte et Joseph Duruey), sur des recruteurs, dirigés par M. Collenot d'Angremont qui s'aboucha avec quelques juges de paix (Buob, La Borde, Bosquillon, etc.), sur Jean-Baptiste Léonard Durand, ancien directeur de la Compagnie du Sénégal, recruteur de Danton et enfin sur des journalistes comme Rivarol et divers membres issus de la rédaction des Actes des Apôtres.
Une partie de leurs entreprises secrètes a été dévoilée grâce à la publication en plusieurs volumes, plus tard ordonnée par la Convention, des « papiers trouvés dans l'armoire de fer », sorte de coffre où le roi déchu avait entreposé quelques éléments de la correspondance de son entourage. Les documents les plus importants ont échappé par des voies diverses (entre autres les lettres confiées à Mme Campan qui tombèrent en tout ou en partie entre les mains de Georges Gounenot, de Berthold Proly et de Bertrand Barère).
Après la journée du 10 août 1792, Talon fut décrété d'arrestation, mais il put se soustraire aux recherches en émigrant en Angleterre grâce au passeport que Danton, très compromis par le comité secret des Tuileries, lui procura.
En l'an II, Talon comme Talleyrand, chassés par l'Alien Bill, aboutirent aux États-Unis. Arrivé à Philadelphie en 1793, il participa à la fondation de la colonie « La Grande Maison » et s'occupa d'import-export. Il fut le promoteur de gigantesques spéculations foncières aux États-Unis. Ainsi, il y fut le cofondateur de la société Asylum, près de Philadephie, dont il fut le directeur, et de la société Cérès. Ces deux sociétés devaient acquérir chacune 400 000 hectares de terres à valoriser, et cela dans la perspective d'une émigration massive de l'élite européenne - émigration qui ne se réalisa cependant pas.

### Sous le Directoire
De retour en France sous le Directoire, il devint l'agent de liaison entre les royalistes de l'intérieur et ceux de l'extérieur et la Cour.

### Sous le Consulat et le Premier Empire
Après le Coup d'État du 18 brumaire an VIII (9 novembre 1799), Napoléon Bonaparte ordonne son arrestation en 1804. Talon fut envoyé à l'île Sainte-Marguerite. Atteint de démence, il est libéré en 1807. Il meurt en 1811 à Gretz. Son épouse était morte à Paris le 6 janvier 1801.